# Moira Shearer
Moira Shearer, all'anagrafe Moira Shearer King (Dunfermline, 17 gennaio 1926 – Oxford, 31 gennaio 2006), è stata un'attrice e ballerina scozzese.

## Biografia
Figlia dell'ingegnere civile Harold Charles King, nel 1931 Moira Shearer seguì la famiglia a Ndola (Rhodesia Settentrionale, oggi Zambia), dove iniziò il suo approccio alla danza classica sotto la guida di un'allieva di Enrico Cecchetti (celebre ballerino e coreografo del XX secolo). Rientrata in Gran Bretagna con i genitori nel 1936, per alcuni mesi studiò con Flora Fairbairn a Londra, quindi fu allieva del maestro russo Nikolai Legat, con il quale studiò tre anni. All'inizio degli anni quaranta entrò al Sadler's Wells Ballet School e, allo scoppio della seconda guerra mondiale, tornò a vivere in Scozia con i genitori e debuttò con il Mona Inglesby's International Ballet nel 1941, prima di tornare con il Sadler's nel 1942 e diventare nel giro di pochi anni prima ballerina.
Il debutto nel cinema avvenne nel 1948 in uno dei capolavori del cinema britannico, il ballet-movie Scarpette rosse (1948), una versione della favola di Hans Christian Andersen diretta da Michael Powell ed Emeric Pressburger. Con la sua languida bellezza, la carnagione chiara, la bella capigliatura rossa e il talento di danzatrice, la Shearer ottenne un successo mondiale sia di critica che di pubblico nel ruolo di Victoria Page, la ballerina classica che arriva a morire per il suo attaccamento alla danza, incitata ad andare in scena a costo della vita da un impresario (Anton Walbrook) la cui vocazione all'arte e ricerca della perfezione non conoscono ostacoli e distruggono l'esistenza della danzatrice.
Nel 1951 tornò al cinema per essere diretta nuovamente da Powell e Pressburger ne I racconti di Hoffmann (1951), trasposizione cinematografica dell'opéra comique di Jacques Offenbach, nel quale interpretò il doppio ruolo di Stella e di Olympia. Dopo essere stata protagonista del balletto per oltre un decennio, nel 1953 la Shearer si ritirò dalla danza ma continuò a recitare, comparendo nel film Storia di tre amori (1953), il cui episodio L'amante geloso (The Jealous Lover) ricalcò in parte la tragica trama di Scarpette rosse, con l'attrice nel ruolo di una fragile ballerina (innamorata del compositore-impresario interpretato da James Mason), le cui cattive condizioni di salute la conducono a un fatale attacco cardiaco che pone fine alla sua giovane vita. Successivamente la Shearer interpretò il ruolo di Titania nella commedia Sogno di una notte di mezza estate, andata in scena nel 1954 al Festival di Edimburgo.
Nel 1955 la sua abilità di danzatrice venne ancora una volta messa a frutto sul grande schermo nel film musicale L'uomo che amava le rosse (1955). La Shearer subito dopo decise di abbandonare le scene per dedicarsi alla famiglia, ritornando al mondo dello spettacolo negli anni successivi solo in maniera sporadica. Nel 1960 fu chiamata da Michael Powell per il thriller L'occhio che uccide (1960), in cui ricoprì il breve ruolo di Vivian, una comparsa che viene uccisa da un cameraman voyeur (Carl Boehm), la cui ossessione si manifesta nel filmare gli ultimi istanti di vita delle sue giovani vittime. Il film ebbe un'accoglienza controversa per la scabrosità del tema trattato, ponendo praticamente fine alla carriera artistica di Powell in Inghilterra, ma è diventato con il tempo uno dei cult movie del cinema britannico. L'attrice partecipò ancora al film musicale Les Ballets de Paris (1961), nel segmento Les collants noirs, e diede addio al grande schermo. Tornò sulle scene come presentatrice per la BBC della manifestazione annuale canora Eurovision Song Contest, svoltasi nel 1972 a Edimburgo, quindi nel 1974 ottenne un altro successo sulle scene londinesi con la commedia Man and Wife, mentre nel 1987 accolse l'invito della coreografa Gillian Lynne per ritornare al balletto in un film televisivo della BBC, A Simple Man (1987), nel ruolo della madre del pittore inglese L. S. Lowry.
L'attrice morì il 31 gennaio 2006, all'età di ottant'anni.

## Vita privata
Dal matrimonio con il giornalista e scrittore Ludovic Kennedy, celebrato a Londra nel 1950, la Shearer ebbe quattro figli, Alastair, Ailsa, Rachel e Fiona.

## Filmografia
- Scarpette rosse (The Red Shoes), regia di Michael Powell ed Emeric Pressburger (1948)
- I racconti di Hoffmann (The Tales of Hoffmann), regia di Michael Powell ed Emeric Pressburger (1951)
- Storia di tre amori (The Story of Three Loves), regia di Vincente Minnelli e Gottfried Reinhardt (1953)
- L'uomo che amava le rosse (The Man Who Loved Redheads), regia di Harold French (1955)
- L'occhio che uccide (Peeping Tom), regia di Michael Powell (1960)
- Les Ballets de Paris (1-2-3-4!), regia di Terence Young (1961)
- A Simple Man, regia di Christopher Gable – film TV (1987)

## Doppiatrici italiane
- Rosetta Calavetta in Scarpette rosse
- Renata Marini in Storia di tre amori
- Adriana De Roberto in L'occhio che uccide